# Động Tiên Sơn (Lai Châu)
Động Tiên Sơn hay động Bình Lư là động trong vùng đất xã Bình Lư huyện Tam Đường tỉnh Lai Châu, Việt Nam.
Động Tiên Sơn thuộc dạng hang karst trong khối núi đá vôi. Động nằm cạnh quốc lộ 4D. Động còn có các tên khác là động Đán Đón, Pờ Ngài Tủng, động Đá Trắng, động Bình Lư .
Động Tiên Sơn được Bộ Văn hóa công nhận xếp hạng Di tích lịch sử văn hóa cấp Quốc gia theo Quyết định số 1460/VH-QĐ ngày 28/6/1996.

## Vị trí
Động Tiên Sơn nằm cạnh quốc lộ 4D, cách thị trấn Tam Đường 22°19′12″B 103°37′57″Đ / 22,319919°B 103,632615°Đ khoảng 4 km và cách Sa Pa 22°20′05″B 103°50′19″Đ / 22,334644°B 103,838593°Đ khoảng 50 km. Động cách trung tâm xã Bình Lư gần 3 km về phía đông, từ cầu Nậm Dê (còn gọi là cầu Trắng) vào động 500 m. Từ động ra đường quốc lộ 4D gần 150 m.

## Khảo sát
Động có 49 khoang nối tiếp nhau chạy dài giữa hai sườn núi. Càng vào sâu các khoang càng lớn. Trong động có nhiều thạch nhũ nhiều hình vẻ, màu sắc huyền ảo. Trong lòng động có dòng suối trong vắt chảy qua, luồn lách qua các khoang suốt bốn mùa.

## Lễ hội
Lễ hội văn hóa Động Tiên Sơn diễn ra vào cỡ Rằm tháng Giêng Âm lịch. Lễ hội do xã Bình Lư tổ chức, là hoạt động văn hóa chung của 4 dân tộc: Kinh, Thái, Giáy, Lự. Mỗi dân tộc đều có nét văn hóa riêng, nhưng tất cả đều hướng tới đoàn kết dân tộc và tạo nên sự đa dạng, phong phú về bản sắc.